# Frederik Fischer

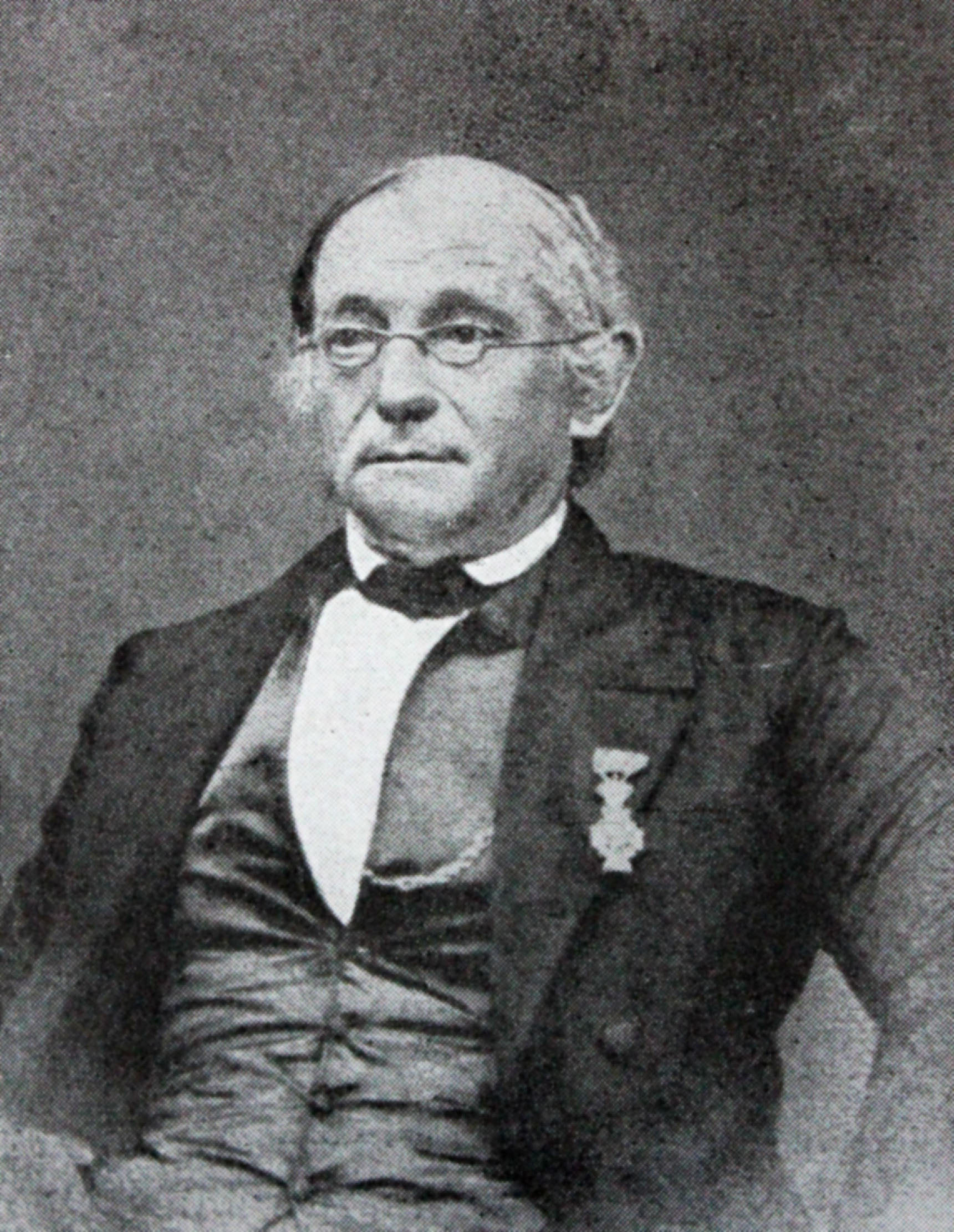
Frederik Fischer

Frederik Fischer (* 7. Februar 1809 in Apenrade; † 4. Juni 1871 ebenda) war ein dänischer Redakteur.

## Leben und Wirken
Frederik Fischer war ein Sohn des Steuermanns Fester Fischer (1774–1863) und dessen Ehefrau Catharina Regina, geborene Callsen (1783–1840). Wie seine Vorfahren und der Vater hätte er gerne als Seefahrer gearbeitet, was ihm jedoch aufgrund einer Beinerkrankung nicht möglich war. 1824 verließ er die Schule und machte eine Ausbildung zum Uhrmacher. In seiner Freizeit interessierte er sich für optische Geräte. Später kam die Astronomie hinzu.
Der dänische Professor Christian Flor, der an der Kieler Universität lehrte, inspirierte Fischer, im Rahmen des aufkommenden dänischen Nationalgefühls eine Leihbibliothek in Apenrade einzurichten. Da der damalige Bürgermeister der Meinung war, dass sich Fischer aus der Politik heraushalte, verlieh er ihm 1839 das Privileg, das Apenrader Wochenblatt übernehmen zu dürfen. Entgegen den Erwartungen gab er die Zeitung ein Jahr später in dänischer Sprache heraus.
Fischer ging sehr geschickt und talentvoll gegen den Schleswig-Holsteinismus vor. Er schaffte es, dass die Bevölkerung in Apenrade und Umland wieder dänischer Bücher und Zeitschriften las. Dabei kämpfte er gegen energischen Widerstand der Regierung. Seine Haltung beschrieb er mit den Worten „Dänen sind wir, dänisch denken und fühlen wir; als Dänen haben wir einen Namen in der Vergangenheit und sind wir auf dem ganzen Erdball bekannt.“
Nach den kriegerischen Auseinandersetzungen 1848, die für Fischer große finanzielle Verluste bedeuteten, erschien seine Zeitung unter dem Namen „Freia“. Einige Jahre später veräußerte er das Blatt an seinen Schwager Sørensen. Die Zeitung fusionierte in den 1870er Jahren mit der Dannevirke und erschien bis 1903. Fischer veröffentlichte 1857 eine Sammlung Schleswigscher Volkssagen, die in mehreren Auflagen erschien. Auch nach dem Deutsch-Dänischen Krieg gab er seinen Standpunkt nicht auf.
Fischer heiratete am 15. Oktober 1833 in erster Ehe Anna Barbara Christensen (* 1811), die 1881 starb. Am 6. Mai 1853 heiratete er Clara Vilhelmine von den Bendt (1804–1881).

## Erinnerung
Er ist einer von 18 verdienten Dänen, die auf dem Obelisk auf Skamlingsbanken namentlich genannt werden.